# Petroleum Development Oman
Petroleum Development Oman (PDO) is de nationale oliemaatschappij van Oman. Het is de belangrijkste producent van aardolie en aardgas in het land. De aandeelhouders in het bedrijf zijn de Omaanse overheid met 60% van de aandelen, Royal Dutch Shell met een belang van 34%, Total (4%) en Partex (2%). Het bedrijf heeft geen beursnotering. De eerste oliebron werd in 1962 aangeboord en in 1967 startte de olieexport.

## Geschiedenis
In 1925 werd de eerste geologische studie gedaan naar olie in het land, maar zonder resultaat. Medio jaren dertig nam de belangstelling toe door grote vondsten in buurland Saoedi-Arabië. De sultan Said Bin Taimur verleende een concessie voor 75 jaar aan de Iraq Petroleum Company (IPC). In IPC hadden Koninklijke Olie, Anglo-Persian Oil Company, het latere BP, Compagnie Française des Pétroles (nu Total) en een dochtermaatschappij van ExxonMobil ieder 23,75% van de aandelen in handen. Ten slotte was er nog een kleinere aandeelhouder met 5% van de aandelen, Partex.
IPC had de activiteiten in het land ondergebracht in een aparte organisatie, de Petroleum Development (Oman and Dhofar) Ltd. Vanwege het moeilijke werkterrein, een ontbrekende infrastructuur en een onveilige binnenlandse situatie werd pas in 1956 voor het eerst geboord bij Fahud. Deze put was droog. De teleurstelling bij de aandeelhouders was groot, zij verkochten hun belangen aan Koninklijke Olie en Partex. Shell kreeg een belang van 85% en Partex 15% van de aandelen. Zes jaar later werd bij Yibal wel olie aangeboord en in 1967 werd de eerste olie geëxporteerd. Hiervoor was wel de aanleg van een 276 kilometer lange pijplijn naar de kust bij Mina al-Falah noodzakelijk. Mina al-Falah, gelegen dicht bij de hoofdstad Masqat, is nog steeds de enige Omaanse oliehaven.

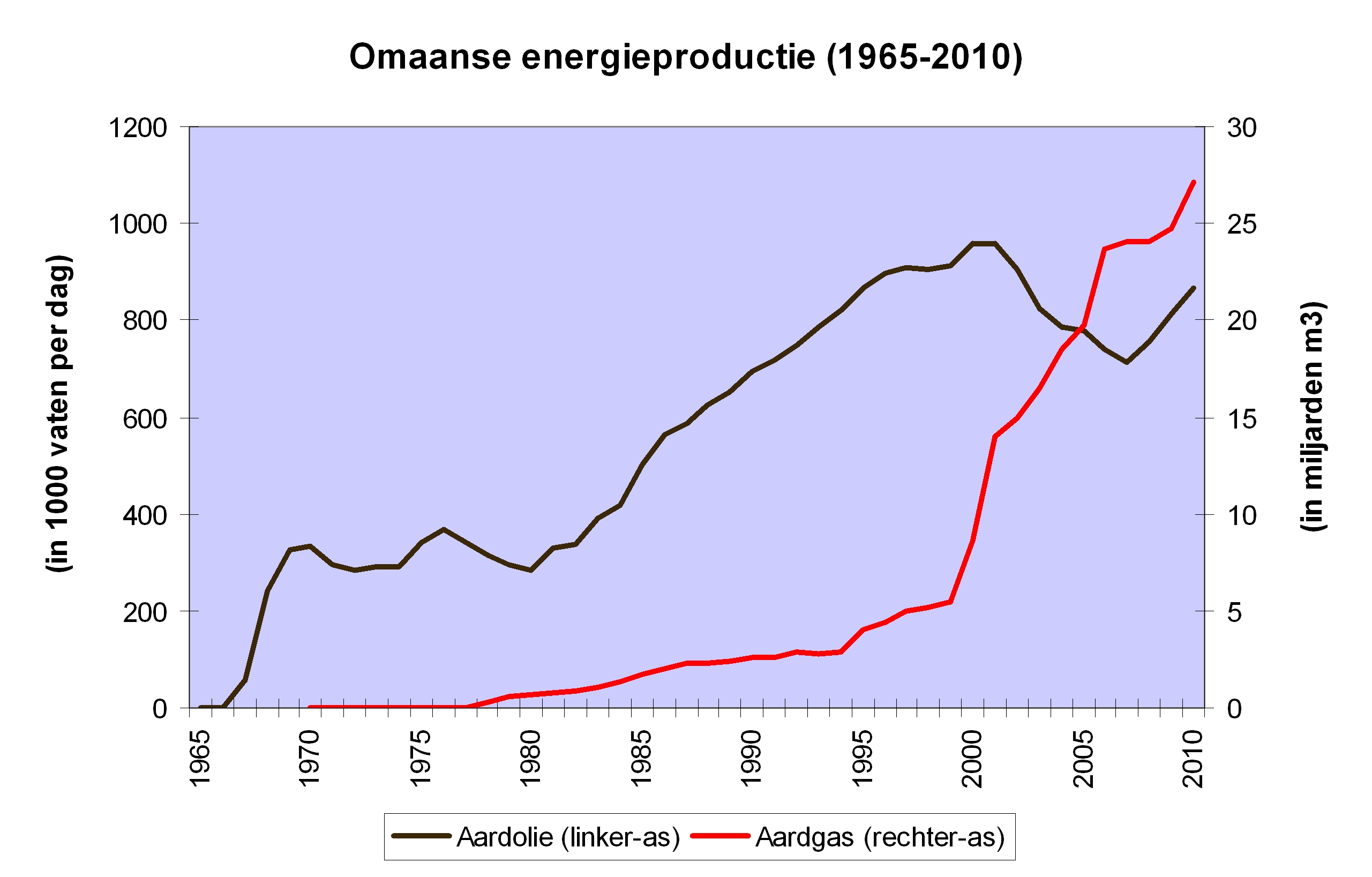
Olie- en gasproductie Oman in periode 1965-2010

Langzaam maar zeker werden nieuwe velden aangeboord en in 1975 produceerde Oman zo'n 340.000 vaten olie per dag. Dankzij de sterke stijging van de olieprijzen in 1973 kreeg de Omaanse overheid de financiële middelen om in 1974 een belang van 60% te nemen in de nationale oliemaatschappij. Op 15 mei 1980 werd de naam gewijzigd in Petroleum Development Oman (PDO).
In het begin van de jaren 80 werd de onderneming ook actief in de winning en transport van aardgas. Latere ontdekkingen leidde tot een stijging van de aardgasreserves en PDO kreeg van de overheid de opdracht te zoeken naar extra afzetmogelijkheden. In 1996 kwam men tot de conclusie dat vloeibaar gemaakt aardgas (lng) de beste optie was en in 2000 kwam een lng-fabriek bij Qalhat, ten noordwesten van Sur gereed. Het aardgas werd vanuit het binnenland, via een pijplijn met een lengte van 352 kilometer naar de Oman LNG fabriek aan de kust vervoerd. Met een investering van US$ 1,2 miljard was dit de duurste project in de geschiedenis van PDO. In 2010 werd 28% van het gewonnen aardgas als lng geëxporteerd en ging ongeveer een-derde naar de elektriciteitscentrales die het land van stroom voorzien.
In januari 2004 werd een exportpijplijn voor aardgas aangelegd van de Omaanse gasveld bij Al Ain naar Fajuirah in de Verenigde Arabische Emiraten (VAE). Dit was de eerste internationale pijplijn in de regio. Deze pijplijn was noodzakelijk om enige jaren te overbruggen totdat gas uit Qatar beschikbaar kwam. Enige jaren daarvoor was in Qatar het grote Dolphin aardgasveld ontdekt en een pijplijn, de Dolpfin Pipeline werd aangelegd van Qatar naar de VAE. Deze pijplijn vervoert het gas naar een elektriciteitscentrale, waaraan een ontziltingsinstallatie is gekoppeld in Fajuirah. De export van Omaanse gas nam af, maar Oman kreeg nu ook de mogelijkheid gas te importeren. Er waren ook nog plannen voor een pijplijnverbinding met Iran, maar deze is nooit gebouwd.
In 2018 produceerde PDO bijna net zoveel olie als aardgas. In 2018 werden per dag 610.000 vaten olie (2010: 553.000) naar boven gehaald en 71 miljoen m³ aardgas (2010: 65 miljoen) gewonnen, dit laatste is gelijk aan 595.000 vaten olie per dag (2010: 542.000) als het aardgascondensaat wordt meegenomen in de berekening. De olievelden van Oman kennen een complexe structuur en de inzet van verbeterde winningstechnieken is ver doorgevoerd. De gemiddelde kostprijs van de winning ligt, ten opzichte van omringende landen, op een relatief hoog niveau. In 2018 telde PDO 8600 medewerkers, waarvan 80% Omani.

## Occidental Petroleum
PDO is de grootste, maar niet de enige oliemaatschappij die actief is in het land. Het Amerikaanse energieconcern Occidental Petroleum bezet de tweede plaats wat olieproducentie in Oman betreft. Occidental, ook bekend als Oxy, werd actief in Oman in 1984; het bedrijf verkreeg een 65% belang in het Safah olieveld. Hier heeft Oxy in totaal zo'n 600 boorputten geslagen en in 2010 produceerde Oxy circa 100.000 vaten olie per dag uit het veld. In 2005 tekende men een 30-jarig contract voor de verdere ontwikkeling van het bestaande Mukhaizna veld. In september startte Oxy met de werkzaamheden en in 2010 lag de productie op bijna 120.000 vaten olie per dag. Door ruim 1000 extra boorputten te slaan was de productie in het veld vervijftienvoudigd sinds Oxy de exploitatie overnam. In dit veld heeft de Amerikaanse oliemaatschappij een belang van 45%. In 2010 lag de totale productie van Oxy in Oman op zo'n 216.000 vaten per dag en had men ongeveer 1700 medewerkers in dienst.

## Raffinaderijen
In Oman staan twee raffinaderijen. De oudste, die in 1982 in gebruik werd genomen, staat in de oliehaven Mina al-Falah. Na een uitbreiding in 2007 heeft deze een verwerkingscapaciteit van 106.000 vaten olie per dag. De Sohar raffinaderij is in 2006 opgestart. Er zijn plannen om de huidige capaciteit van 116.000 vaten te vergroten naar 190.000 vaten olie per dag. Sohar krijgt de olie aangevoerd via een 266 kilometer lange pijplijn die bij Mina al-Falah begint. Bij de raffinaderij in Sohar staan ook nog twee andere petrochemische fabrieken. De raffinaderijen zijn niet in handen van PDO, maar in bezit van de Oman Oil Refineries and Petrochemicals Industries Company (Orpic). In totaal telt het bedrijf zo’n 1600 werknemers. De belangrijkste aandeelhouder in Orpic is wederom de Omaanse overheid met een belang van 75%.

## Naslagwerk
- (en)  Sir Trerence Clark, From Underground to Overseas: The Story of Petroleum Development Oman, Uitgeverij: Stacey International, 2007, ISBN 978-1905299461.